# HD 7853
HD 7853，又名BD+36 220，SAO 54592、HR 379，是一颗恒星，视星等为6.46，位于銀經128.93，銀緯-25.17，其B1900.0坐标为赤經1h 13m 6.8s，赤緯+36° -25.17′ 36″。